# Ceraticelus alticeps
Ceraticelus alticeps är en spindelart som först beskrevs av Fox 1891.  Ceraticelus alticeps ingår i släktet Ceraticelus och familjen täckvävarspindlar. Inga underarter finns listade i Catalogue of Life.